# Kaufering IV
Kaufering IV – niemiecki obóz koncentracyjny mieszczący się w Hurlach, należący do sieci podobozów Dachau.

## Historia
Obóz był przeznaczony głównie dla alianckich pilotów zestrzelonych w lotach bombowych nad Niemcami. Wraz z intensyfikacją lotów bombowych przeciwko zakładom przemysłowym III Rzeszy w 1943 obóz znacznie się rozbudował. Schutzstaffel (SS) wykorzystywało pilotów jako dodatkową siłę roboczą do budowy i pracy w tajnych, podziemnych lub ukrytych wysoko w górach, niemieckich fabrykach zbrojeniowych. Ci którzy przeżyli budowę fabryk i niewolniczą pracę, wykorzystywani byli również do prac nad projektami niemieckiej nowej broni w tym m.in. samolotów odrzutowych Me-262 oraz rakiet V2.
Kaufering obok Mühldorfu był jednym z dwóch podobozów położonego w Bawarii obozu KL Dachau. Więźniowie obozu pracowali głównie w rejonie Landsbergu, gdzie z powodów geologicznych istniały wskazania do budowania tajnych fabryk oraz innych tego typu zakładów. Więźniowie obozu żyli w skrajnych warunkach i wykorzystywani byli w nieludzki sposób podczas pracy. Czynniki te powodowały wycieńczenie, choroby i epidemie, co spowodowało, że spośród kilku tysięcy więźniów przeżyło tylko kilka procent.
Obóz Kaufering IV został wyzwolony przez armię amerykańską w kwietniu 1945 roku, kiedy SS rozpoczęła przygotowywać pozostałych przy życiu więźniów do marszu śmierci w kierunku KL Dachau. Kilka dni przed wyzwoleniem załoga SS zabiła setki chorych, rannych oraz niezdolnych do marszu więźniów co spowodowało, że liczba żołnierzy którzy przeżyli obóz spadła do kilkuset. Szacuje się, że w obozie przebywało 3000 więźniów.

## Obóz w kulturze masowej
Scena wyzwalania obozu Kaufering została przedstawiona w serialu Kompania braci w odcinku pt. Why We Fight.